# Ducato di Bucovina
Il Ducato di Bucovina (in rumeno: Bucovina; in ucraino Буковина?, Bukovyna; in tedesco e in polacco: Bukowina) è uno stato storico esistito dal 1775 al 1918 come divisione amministrativa dei territori della monarchia asburgica, poi dell'Impero austriaco ed infine dell'Impero austro-ungarico. Dopo la prima guerra mondiale, col crollo della dinastia degli Asburgo e la dissoluzione del loro impero, la Bucovina divenne parte della Romania. Attualmente la regione della Bucovina è divisa tra la Romania e l'Ucraina.

## Storia

### Conquista della regione e istituzione del ducato
L'Impero degli Asburgo occupò la Bucovina nell'ottobre del 1774. Dopo la prima partizione della Polonia nel 1772, gli austriaci avevano avanzato delle pretese su questo territorio dal momento che esso si presentava come il "naturale collegamento stradale tra Galizia e Transilvania". Senza eccessive difficoltà, la Bucovina venne formalmente annessa all'Impero nel gennaio del 1775 ed il 2 luglio 1776 a Palamutka, gli austriaci e gli ottomani siglarono una convenzione sui confini locali, costringendo gli austriaci a restituire agli ottomani 59 città precedentemente occupate, ma mantenendone altre 278 nell'area.
La Bucovina rimase un distretto strettamente militare per quasi un decennio (1775–1786), quindi venne formato il grande "Distretto di Czernowitz" (dal nome tedesco della capitale della regione, Černivci) come parte del Regno di Galizia e Lodomiria al quale l'area rimase unita dal 1787 al 1849 per poi ottenere, il 4 marzo 1849 una separazione come "terra della corona" sotto il governo di un Landespräsident (non uno Statthalter, come in altri territori) ed ottenne lo status di ducato. Sul finire del 1860 il ducato venne riunito alla Galizia, ma il 26 febbraio 1861 venne reintegrato come provincia indipendente, status che mantenne sino al 1918.
Nel 1849 la Bucovina ottenne un'assemblea di rappresentanza, il Landtag (dieta). Nel 1867 l'area entrò a far parte della Cisleithania.

### I secoli XIX e XX
I giubilei del 1871 e del 1904 tenutisi al Monastero di Putna, presso la tomba di Ştefan cel Mare, costituirono dei veri e propri momenti di tensione per l'emersione dell'identità nazionale rumena nella regione. Dopo aver ottenuto l'indipendenza, il Regno di Romania aveva cercato più volte di incorporarsi la provincia della Bucovina che storicamente era il cuore del principato di Moldavia ed aveva un profondo significato per la storia rumena, contenendo molti dei principali monumenti e prodotti artistici propri di quella cultura.
Nonostante l'influsso di migranti incoraggiati dal governo austriaco per contrastare questo nazionalismo crescente ed iniziative quali l'apertura della Franz-Josephs-Universität a Černivci nel 1875, i rumeni continuarono ad essere il gruppo etnico più numeroso della provincia sino al 1880 quando i ruteni (ucraini) superarono notevolmente i rumeni per un rapporto di 1:2. Secondo il censimento del 1880 i ruteni costituivano il 41.5% della popolazione del ducato, mentre i rumeni si erano attestati al 33% del totale. Il resto della popolazione era essenzialmente composta da slovacchi, polacchi, tedeschi ed ebrei. Il censimento del 1910 contò una popolazione di 800.198 persone ove a prevalere erano sempre i ruteni e dove si attestava un piccolissimo gruppo (appena lo 0,02% della popolazione) di italiani.
Nel 1783, con un decreto imperiale, l'Eparchia ortodossa di Bucovina fu staccata dalla soggezione alla metropolia di Moldavia e assegnata alla metropolia autocefala serbo-croata di Karlovci (patriarcato dal 1848) finché divenne un arcivescovato con sede a Černivci, poi elevato nel 1873 al rango di sede metropolitana per la Cisleitania con giurisdizione quindi sulle eparchie dalmate con sedi a Sebenico e Cattaro. È a quest'epoca che apparvero le prime frizioni tra gli arcivescovi serbi ed i rumeni, soprattutto a livello linguistico e tradizionale nella religione. A segnalare l'importanza religiosa venne quindi eretta la grande residenza dei metropoliti bucovini e dalmati (oggi patrimonio dell'umanità protetto dall'UNESCO), oggi sede universitaria.
All'inizio del Novecento, un gruppo di studiosi vicini all'arciduca Francesco Ferdinando d'Austria crearono un piano (che non venne mai attuato) per la creazione degli Stati Uniti della Grande Austria. La proposta specifica venne pubblicata nel libro di Aurel Popovici dal titolo “Die Vereinigten Staaten von Groß-Österreich“ [Gli Stati Uniti della Grande Austria] del 1906. Secondo tale proposta, gran parte della Bucovina (inclusa Černivci) avrebbe dovuto costituire, assieme alla Transilvania, uno stato rumeno, mentre la porzione settentrionale dell'area (i distretti di Zastavna, Kozman, Waschkoutz, Wiznitz, Gura Putilei e Seletin) sarebbero state unite alla Galizia.

### Il passaggio al regno di Romania

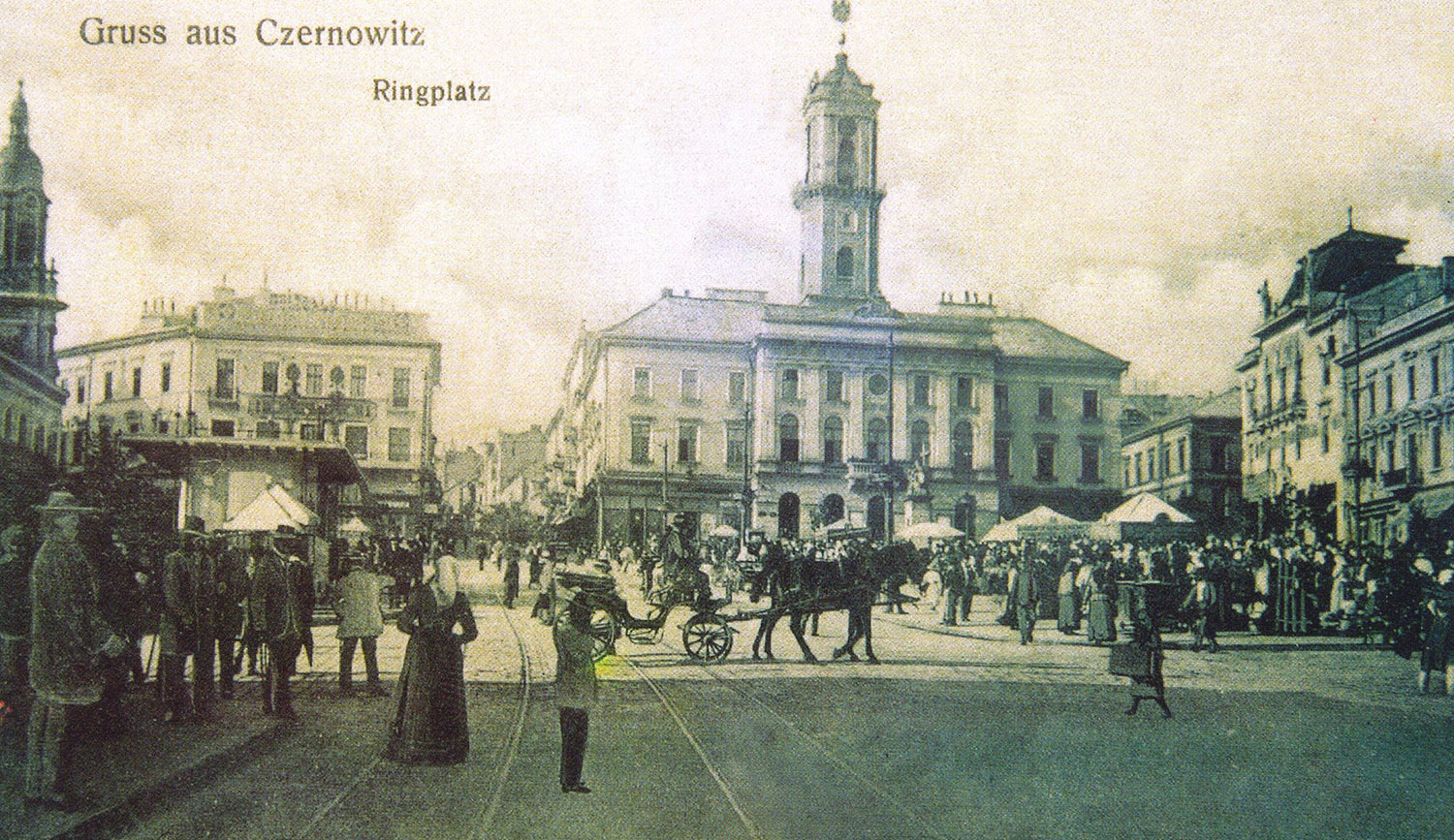
Černivci

Durante la prima guerra mondiale, molte furono le battaglie ad essere combattute in Bucovina tra gli austro-ungarici, i tedeschi e i russi, scontri che portarono perlopiù al fallimento delle operazioni dello zar e la definitiva resa dell'impero nel 1917.
Nel 1918 anche l'Impero austro-ungarico collassò ed il 14 ottobre di quello stesso anno si formò una Commissione Esecutiva nelle mani del locale governatore austriaco che convocò il Congresso Generale della Bucovina per il 15 novembre successivo dove 74 rumeni, 13 ruteni, 7 tedeschi e 6 polacchi vennero eletti (a seconda della loro rappresentanza culturale e linguistica).
Il Congresso elesse il politico filorumeno Iancu Flondor quale presidente provvisorio e votò per l'unione con il Regno di Romania col supporto anche delle fazioni tedesca, ebraica e polacca, mentre la fazione ucraina risultò ostile. Le ragioni di questa annessione erano dovute al fatto che sin dall'annessione della Bucovina nel 1775 alle terre degli Asburgo, essa aveva costituito da sempre il cuore del Principato di Moldavia e vi era quindi una rivendicazione nazionale alla base.
Dopo la richiesta ufficiale avanzata da Iancu Flondor dal re di Romania, Ferdinando I, le truppe rumene si mossero per prendere possesso del territorio e reprimere dunque anche la protesta ucraina. Anche se alcuni ucraini locali tentarono di incorporare parte della Bucovina settentrionale nella Repubblica Popolare dell'Ucraina Occidentale, questo tentativo venne fermato dalle truppe rumene e polacche. Il controllo rumeno sull'area venne definitivamente riconosciuto internazionalmente dal Trattato di Saint Germain del 1919.

## Governatori

### Governatori civili e militari
- 1º ottobre 1774 - 6 aprile 1778: Barone Gabriel Anton Splény de Miháldy
- aprile 1778 - 16 settembre 1786: Barone Karl von Enzenberg zu Freyen und Jöchelsthurn
- 1786 - 1792 von Beck
- 1792 - 1804 Basilius von Balsch (Vasile Bals)
- 1804 - 1808 von Schreiber
- 1808 - 1817 Johann von Platzer
- 1817 - 1823 Anton von Stütterheim
- 1823 - 1833 Johann von Malczeck
- 1833 - 1839 Franz Kratter
- 1838 - 1840 Eduard von Milbacher
- 1840 - 1849 H. Issecescul (Gheorghe Issecescu)

### Amministratori generali
- febbraio 1849 - luglio 1849 Eduard von Bach
- luglio 1849 - marzo 1853 Adalbert von Henniger

### Landespräsidenten
- 6 marzo 1853 - 27 novembre 1857: Barone Franz von Schmück (formalmente dal 29 maggio 1854)
- 18 febbraio 1858 - maggio 1860: Conte Karl von Rothkirch-Panthen
- 1º settembre 1860 - marzo 1861: Cavaliere Jakob von Mikuli (provvisorio)
- 26 marzo 1861 - 2 maggio 1862: Cavaliere Wenzel von Martina
- 2 maggio 1861 - 31 maggio 1862: Barone Eudoxius von Hormuzaki (formalmente)
- 31 maggio 1862 - 30 ottobre 1865: Conte Rudolf von Amadei
- 30 ottobre 1865 - 4 ottobre 1870: Cavaliere Franz Myrbach von Rheinfeld
- 4 ottobre 1870 - 8 luglio 1874: Barone Felix von Pino Friedenthal (1ª volta)
- 18 agosto 1874 - 8 febbraio 1887: Barone Hieronymus von Alesani
- 14 febbraio 1887 - 1º agosto 1890: Barone Felix von Pino Friedenthal (2ª volta)
- 9 gennaio 1891 - 17 maggio 1892: Conte Anton Pace von Friedensberg
- 22 maggio 1892 - 13 giugno 1894: Barone Franz von Krauss
- 15 novembre 1894 - 16 dicembre 1897: Conte Leopold von Goëss
- 16 dicembre 1897 - 25 febbraio 1903: Barone Friedrich Bourguignon von Baumberg
- 25 febbraio 1903 - 1º ottobre 1904: Principe Konrad zu Hohenlohe-Schillingsfürst
- 1º ottobre 1904 - 15 dicembre 1911: Cavaliere Oktavian Regner von Bleyleben
- 20 gennaio 1912 - 24 aprile 1917: Conte Rudolf von Meran
- 24 aprile 1917 - 5 novembre 1918: Conte Josef von Etzdorf

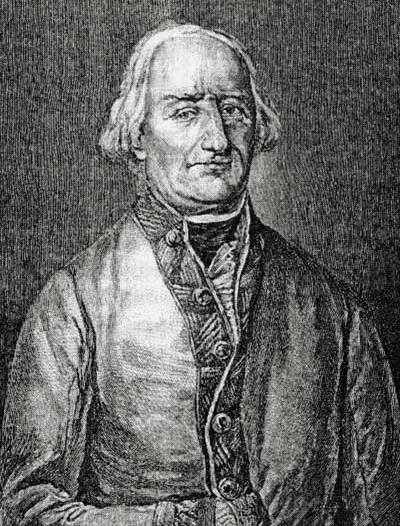
Karl Freiherr von Enzenberg
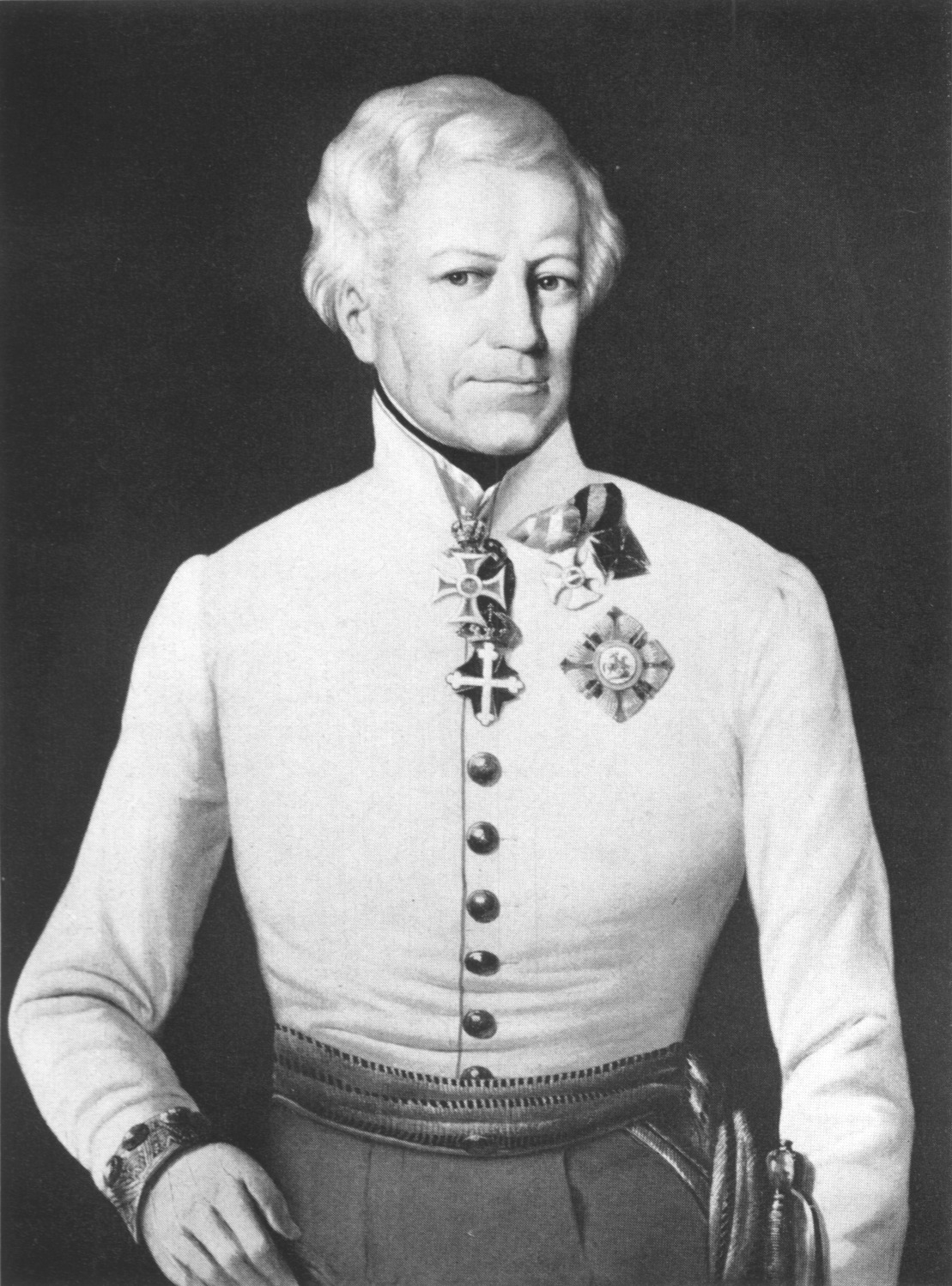
Joseph von Stutterheim
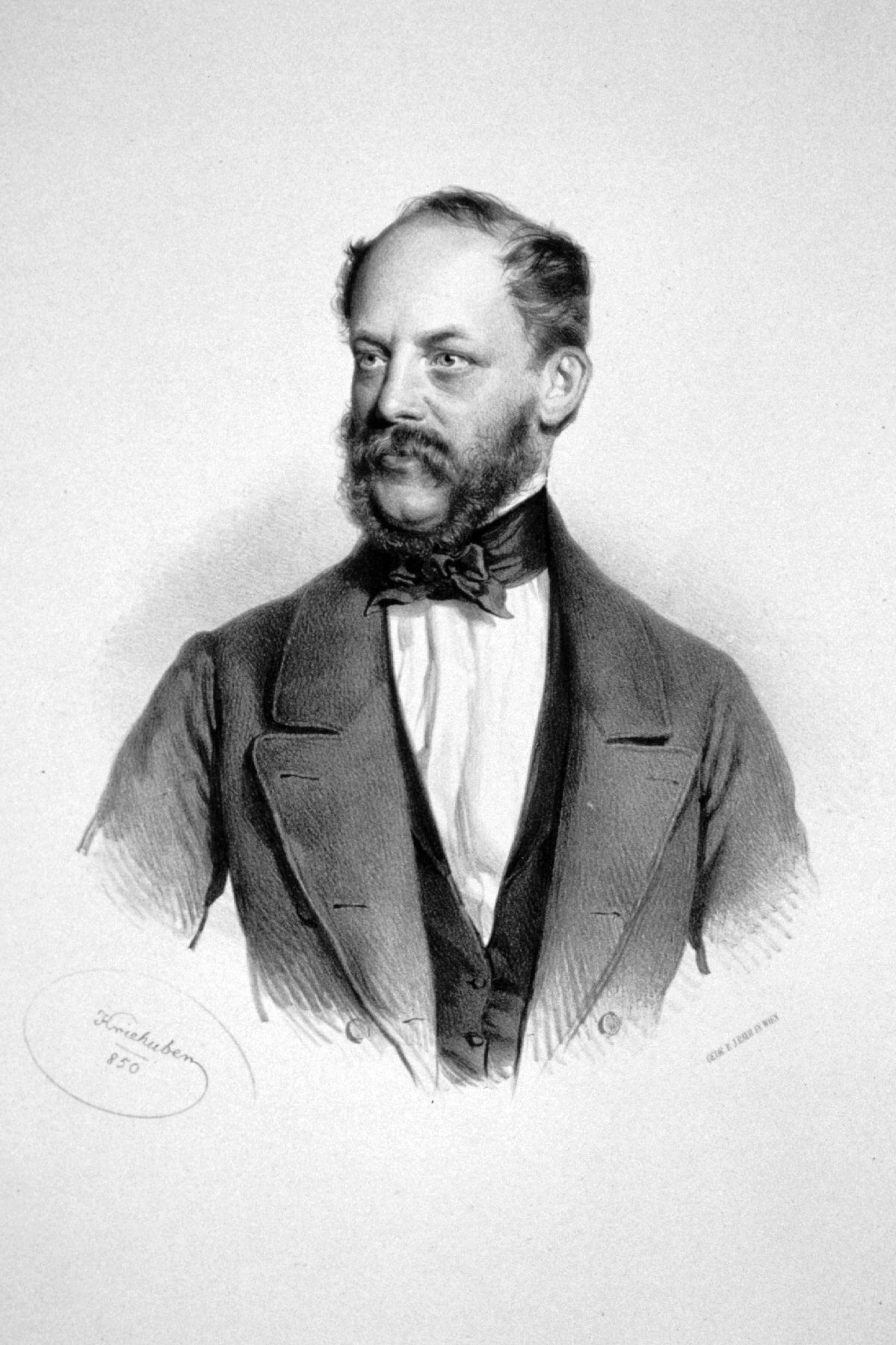
Eduard von Bach
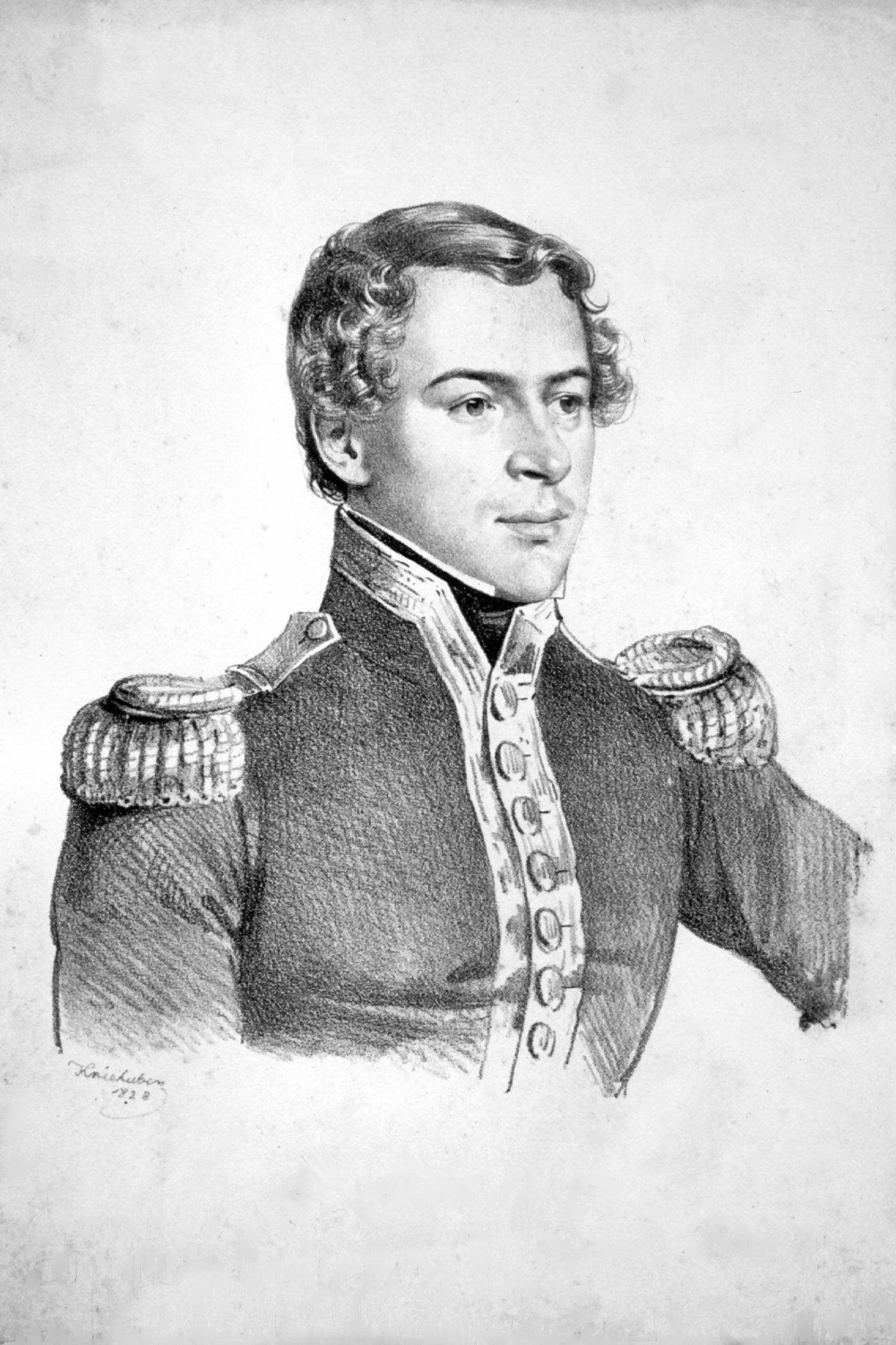
Karl von Rothkirch und Panthen
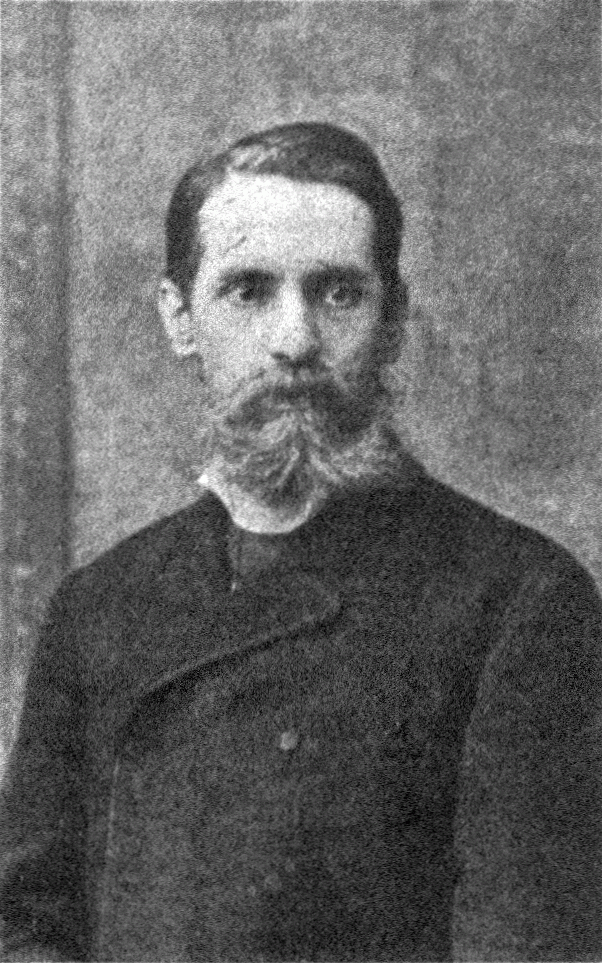
Felix Pino von Friedenthal
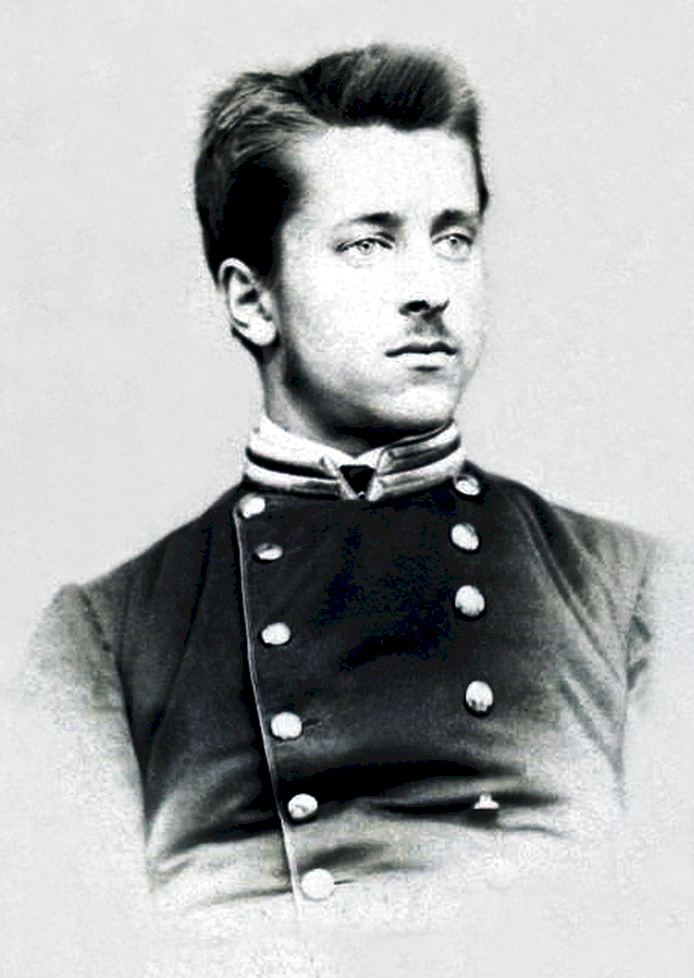
Anton Pace von Friedensberg
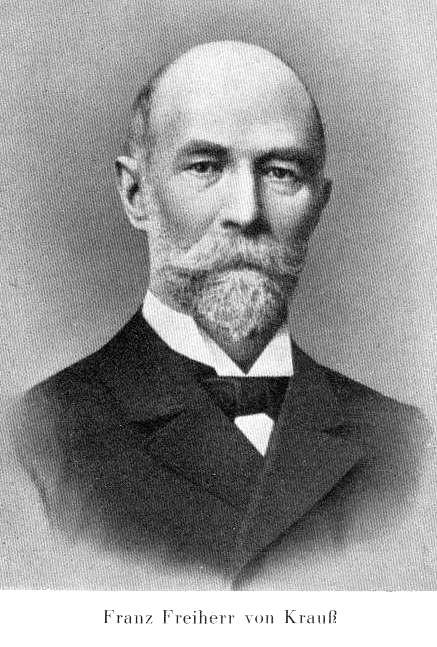
Franz von Krauß
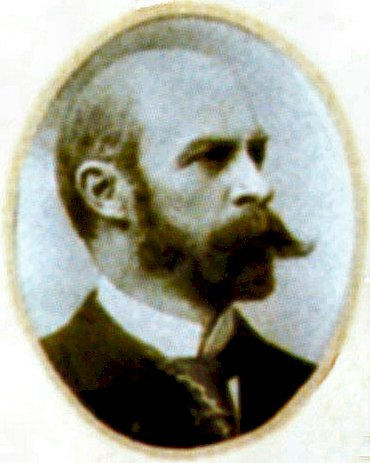
Leopold Graf Goëß
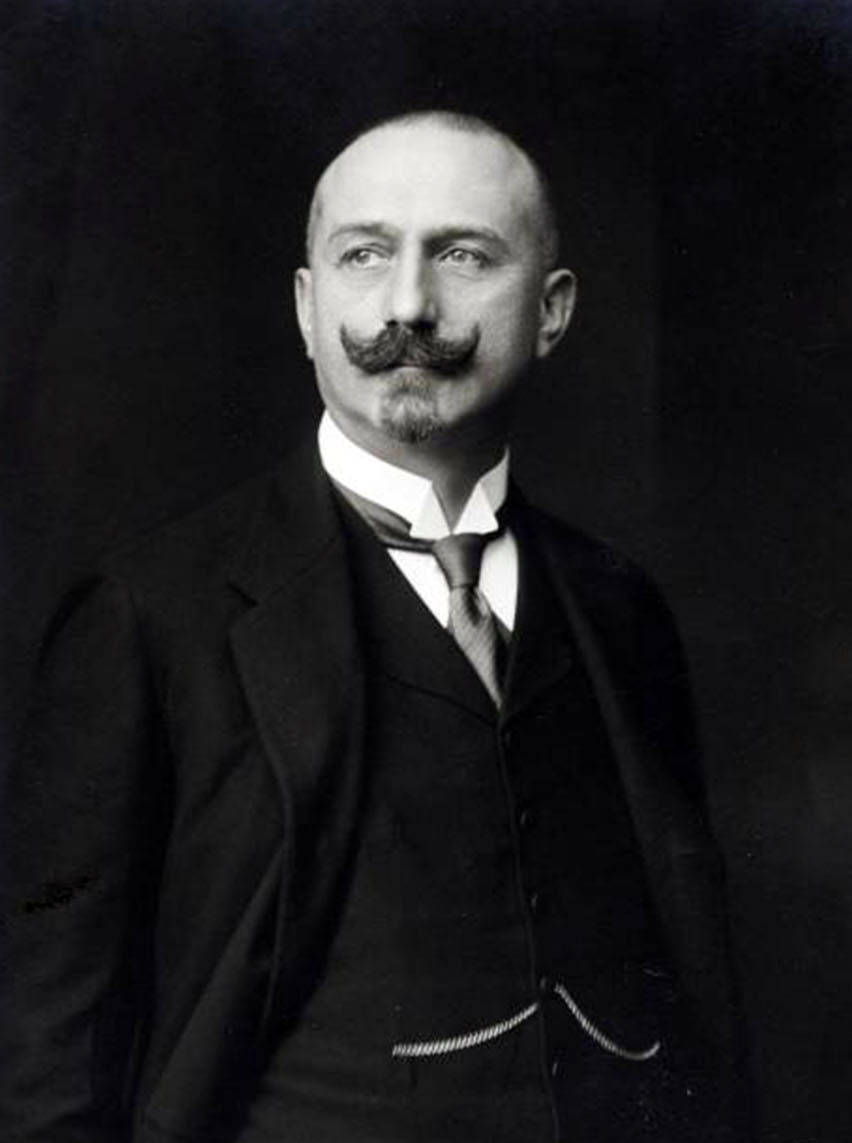
Konrad von Hohenlohe zu Schillingsfürst
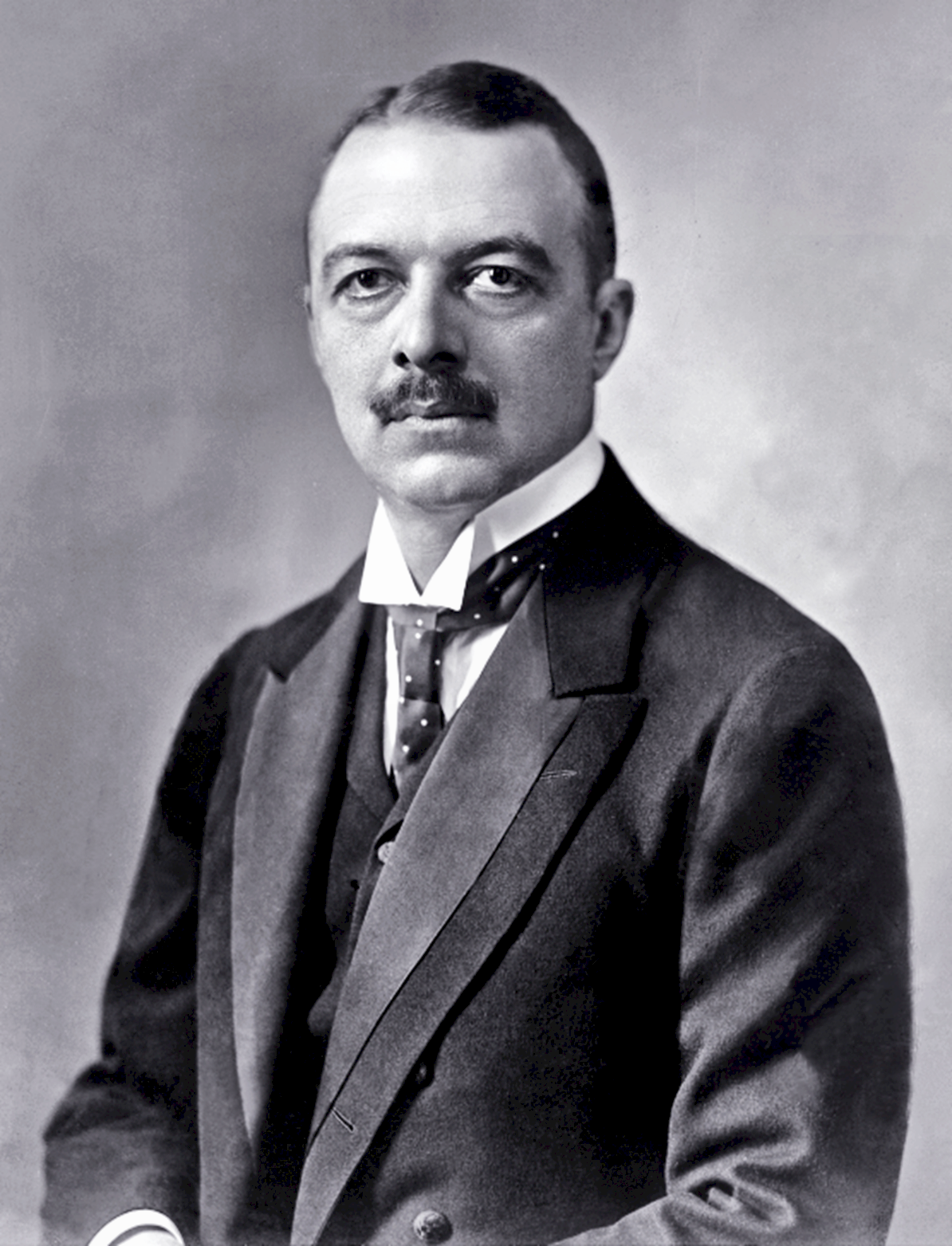
Oktavian von Bleyleben

### Landeshauptleute
- Eugen Hakman (1861–1864)
- Barone Eudoxius von Hormuzaki (1864–1870)
- Barone Alexander Wassilko von Serecki (1870–1871)
- Barone Eudoxius von Hormuzaki (1871–1874)
- Barone Anton Kochanowski von Stawczan (1874–1884)
- Barone Alexander Wassilko von Serecki (1884–1892)
- Johann von Lupul (1892–1904)
- Conte Georg Wassilko von Serecki (1904–1911)
- Barone Alexander von Hormuzaki (1911–1918)

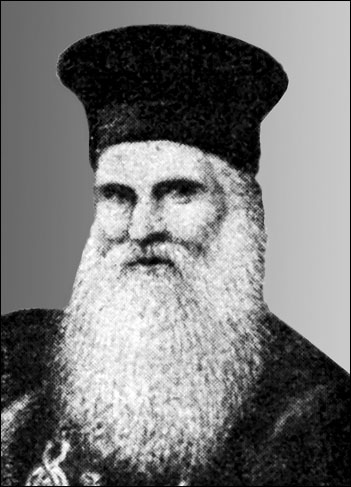
Eugen Hakman
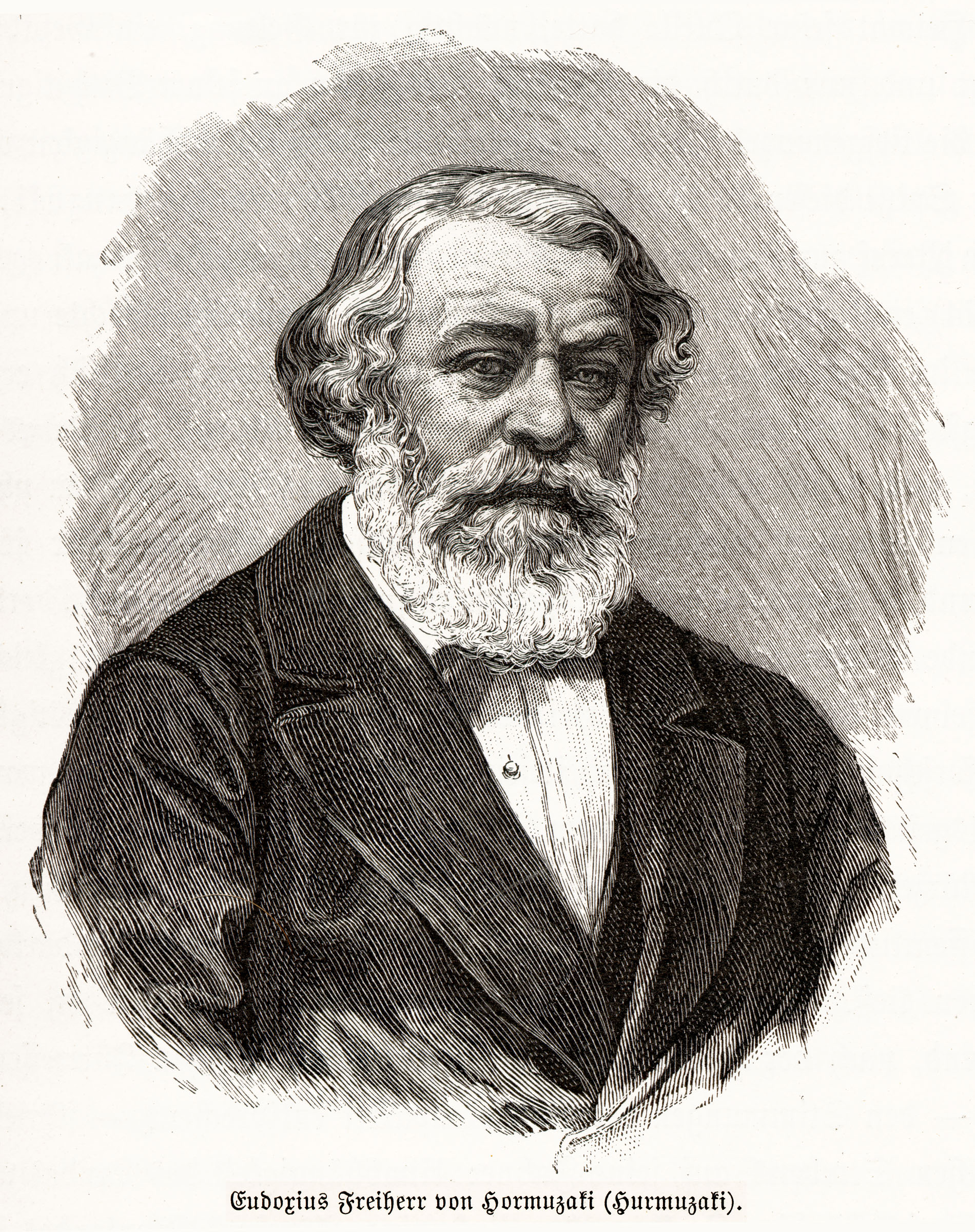
Eudoxius von Hormuzaki
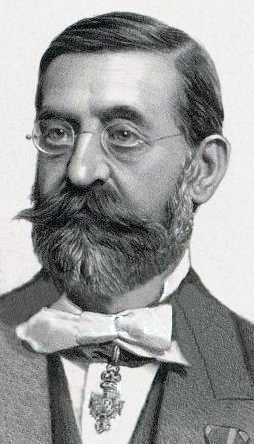
Anton Kochanowski von Stawczan
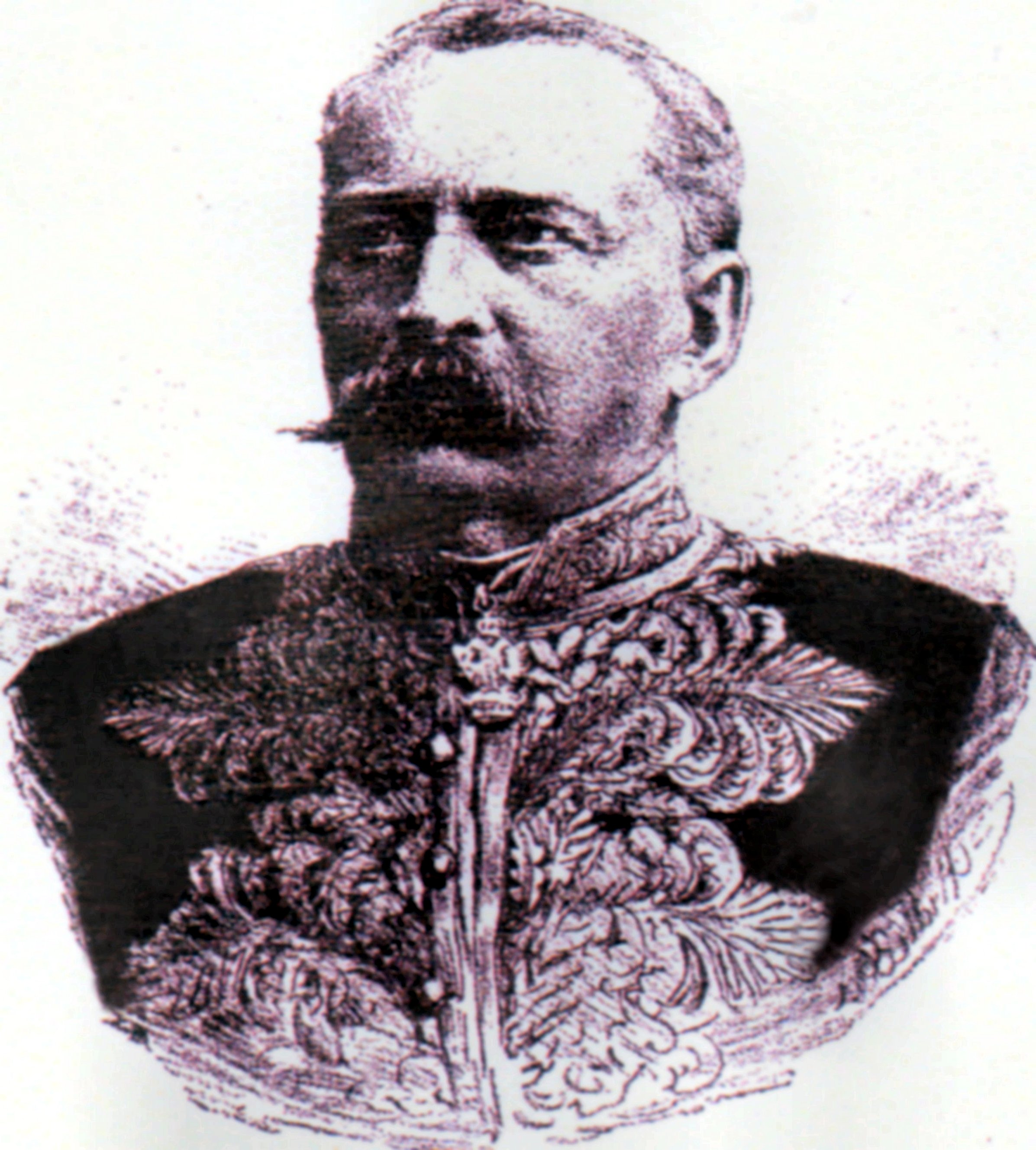
Alexander Wassilko von Serecki
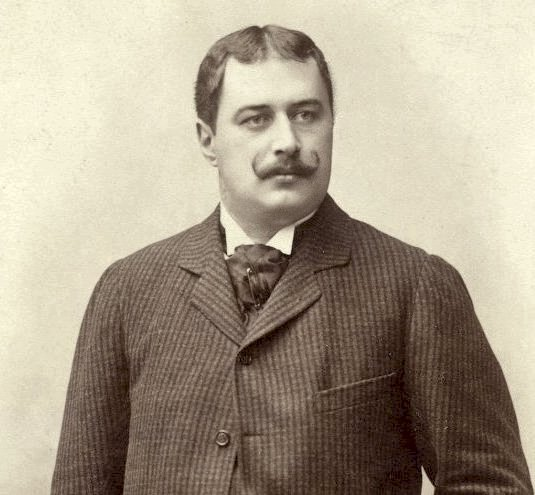
Georg Wassilko von Serecki
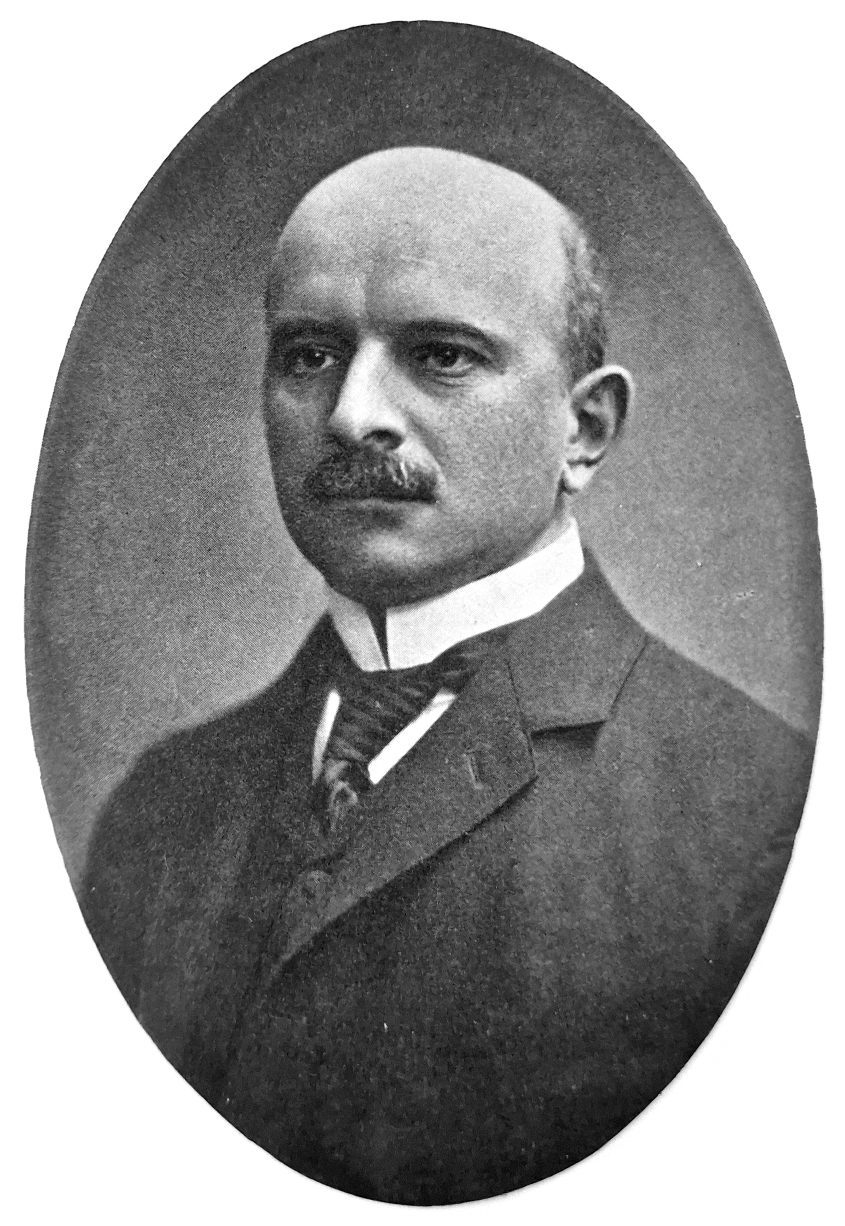
Alexander von Hormuzaki